# 컴파일○
컴파일○(コンパイル○)은 치바현을 거점으로 하는 일본의 게임메이커 기업이다. 사업자 등록은 컴파일마루 주식회사(コンパイル丸株式会社)라는 이름으로 되어 있는데, “마루”는 동그라미라는 뜻이고 “컴파일○”에서 ○(동그라미)는 읽지 않는다고 한다.
과거 컴파일의 창업자이자 사장이었던 니이타니 마사미츠가 퍼즐게임 『뇨끼뇨끼』를 판매하기 위해 설립한 회사다.
2017년에는 『뿌요뿌요』의 프로토타입이었던 MSX 소프트웨어 『도미노스』의 데이터를 바탕으로 『도미논』을 완성시켜 500개 한정 판매했다.

## 같이 보기
- 컴파일 (기업)
- 컴파일 하트
- D4 엔터프라이즈